# Курский государственный цирк
Курский государственный цирк — культурный развлекательный центр в Курске.

## История
Торжественное открытие цирка состоялось в 1971 году. Проектная вместимость цирка 1200 мест. Курский цирк горел в 1990 году, но тогда печальных последствий удалось избежать. Первое предупреждение не было услышано, и тогда через 6 лет — 14 декабря 1996 года — здание цирка сгорело полностью. Спустя 10 лет после пожара вопрос о реконструкции Курского цирка наконец-то сдвинулся с мёртвой точки. В этом была заслуга и областной Администрации, и действующего тогда президента России Владимира Путина, и действующего тогда председателя Совета Федерации Федерального Собрания Российской Федерации Сергея Миронова и многих других неравнодушных людей. Почти 5 лет здание цирка восстанавливалось по кирпичику. Торжественное открытие Курского государственного цирка состоялось 11 ноября 2011 года. По этому поводу в филармонии состоялся праздничный концерт с участием творческих и танцевальных коллективов города, как то ансамбль «Эксклюзив» и шоу балет «Стиль». Праздничный концерт прошёл при полном аншлаге. Главными гостями вечера стали председатель областного комитета по культуре Курской области Валерий Рудской и директор Курского областного цирка Андрей Иофин. Курский цирк вновь открывает свои двери после реконструкции в год своего 40-летия. По словам директора цирка Андрея Иофина, на реконструкцию здания было затрачено 870 миллионов рублей. В эту сумму входит и строительство гостиницы, которая будет возведена за зданием цирка. Для света и звука было закуплено оборудования на 3 миллиона долларов. Помимо дорогостоящего и современного технического оборудования будет задействован ряд ведущих специалистов.